# Strom (Mathematik)
In der geometrischen Maßtheorie, einem Teilgebiet der Mathematik, verallgemeinern Ströme (engl.: currents) den Begriff von Distributionen und implizit (Unter-)Mannigfaltigkeiten. Sie wurden von Georges deRham eingeführt.

## Ströme und normale Ströme

### Ströme

#### Definition
Ein {\displaystyle m}-dimensionaler Strom oder {\displaystyle m}-Strom in {\displaystyle \mathbb {R} ^{n}} ist ein stetiges, lineares Funktional auf {\displaystyle {\mathcal {D}}^{m}(\mathbb {R} ^{n}):=C_{c}^{\infty }(\mathbb {R} ^{n},\Lambda ^{m}\mathbb {R} ^{n})}. Die Menge der {\displaystyle m}-dimensionalen Ströme auf {\displaystyle O} wird mit {\displaystyle {\mathcal {D}}_{m}(O)} bezeichnet.
Mit {\displaystyle \Lambda ^{m}\mathbb {R} ^{n}} wird die Menge der m-linearen alternierenden Formen bezeichnet, so dass {\displaystyle {\mathcal {D}}^{m}(\mathbb {R} ^{n})} der Raum der {\displaystyle m}-Formen auf {\displaystyle \mathbb {R} ^{n}} mit kompaktem Träger ist. Ein Strom ist ein Element des topologischen Dualraums {\displaystyle {\mathcal {D}}_{m}}.

#### Eigenschaften
Eine Folge {\displaystyle (T_{i})_{i\in \mathbb {N} }} in {\displaystyle {\mathcal {D}}_{m}(\mathbb {R} ^{n})} konvergiert schwach gegen einen Strom {\displaystyle T\in {\mathcal {D}}_{m}(\mathbb {R} ^{n})}, wenn {\displaystyle \textstyle \lim _{i\to \infty }T_{i}(\omega )=T(\omega )} für alle {\displaystyle \omega \in {\mathcal {D}}^{m}(\mathbb {R} ^{n})}; wir scheiben {\displaystyle T_{i}\rightharpoonup T}. Der Träger {\displaystyle \operatorname {supp} T} eines Stromes {\displaystyle T\in {\mathcal {D}}_{m}(\mathbb {R} ^{n})} ist die kleinste abgeschlossene Menge {\displaystyle C\subset \mathbb {R} ^{n}} mit der Eigenschaft, dass {\displaystyle T(\omega )=0} für alle {\displaystyle \omega \in {\mathcal {D}}^{m}(\mathbb {R} ^{n})} mit {\displaystyle \operatorname {supp} \omega \cap C=\emptyset }.

#### Rand eines Stromes
Sei {\displaystyle T\in {\mathcal {D}}_{m}(\mathbb {R} ^{n}),m\geq 1}. Der Rand von {\displaystyle T} ist der Strom {\displaystyle \partial T\in {\mathcal {D}}_{m-1}(\mathbb {R} ^{n})}, welcher durch {\displaystyle \partial T(\pi ):=T(d\pi )} für alle {\displaystyle \pi \in {\mathcal {D}}^{m-1}(\mathbb {R} ^{n})} definiert ist. Ein Strom heißt geschlossen, wenn sein Rand verschwindet.
Es gilt {\displaystyle \partial \circ \partial =0}, weil {\displaystyle d\circ d=0}, {\displaystyle \operatorname {supp} \partial T\subset \operatorname {supp} T}, und {\displaystyle T_{i}\rightharpoonup T} impliziert {\displaystyle \partial T_{i}\rightharpoonup \partial T}.

#### Masse
Seien, {\displaystyle T\in {\mathcal {D}}_{m}(\mathbb {R} ^{n})}. Für {\displaystyle U\in \mathbb {R} ^{n}} offen und {\displaystyle A\subset \mathbb {R} ^{n}} beliebig. Man setze
{\displaystyle \|T\|(U):=\sup\{T(\omega ):\operatorname {supp} \omega \subset U,\sup _{x}\|w\|\leq 1\}} und {\displaystyle \|T\|(A):=\inf\{\|T\|(U):A\subset U\}}.
Das definiert ein reguläres äußeres Borel-Maß {\displaystyle \|T\|} auf {\displaystyle \mathbb {R} ^{n}}. Wir definieren die Masse von {\displaystyle T} durch {\displaystyle \mathbf {M} (T)=\|T\|(\mathbb {R} ^{n})\in [0,\infty ]}. Den Vektorraum aller {\displaystyle T\in {\mathcal {D}}_{m}(\mathbb {R} ^{n})} mit {\displaystyle \mathbf {M} (T)<\infty } bezeichnen wir mit {\displaystyle \mathbf {M} _{m}(T)}. Ein Strom {\displaystyle T\in {\mathcal {D}}_{m}(\mathbb {R} ^{n})} hat lokal endliche Masse, falls {\displaystyle \|T\|} ein Radon-Maß ist, also falls {\displaystyle \|T\|} endlich auf kompakten Mengen ist, und {\displaystyle \mathbf {M} _{m,\mathrm {loc} }(T)} bezeichnet den Vektorraum aller dieser Ströme.

### Normale Ströme
Die Theorie der normalen Ströme wurde von H. Federer und W. Flemming eingeführt.
Sei {\displaystyle T\in {\mathcal {D}}_{m}(\mathbb {R} ^{n}),m\geq 1}. Man setze {\displaystyle \mathbf {N} (T):=\mathbf {M} (T)+\mathbf {M} (\partial T)}. Wir nennen {\displaystyle T} normal, falls {\displaystyle \mathbf {N} (T)<\infty } und lokal-normal, falls {\displaystyle \|T\|+\|\partial T\|} ein Radon-Maß ist. Wir bezeichnen den Vektorraum aller normalen Ströme mit {\displaystyle \mathbf {N} _{m}(T)} und den Vektorraum aller lokal-normalen Ströme mit {\displaystyle \mathbf {N} _{m,\mathrm {loc} }(T)}.

### Wichtige Sätze fürn-Ströme inℝn

#### Konstanzsatz
Sei {\displaystyle U\subset \mathbb {R} ^{n}} offen und zusammenhängend, {\displaystyle T\in {\mathcal {D}}_{n}(\mathbb {R} ^{n})} und {\displaystyle \operatorname {supp} \partial T\subset \mathbb {R} ^{n}\setminus U}. Dann existiert eine Konstante {\displaystyle c\in \mathbb {R} }, sodass {\displaystyle \operatorname {supp} (T-c[U])\cap U=\emptyset }.
Hier ist {\displaystyle [U]:=[U,e_{1}\wedge \dots \wedge e_{n}]}, also {\displaystyle [U](\omega )=\int \langle e_{1}\wedge \dots \wedge e_{n},\omega \rangle \,dx=\int f\,dx} für {\displaystyle \omega =fdx^{1}\wedge \dots \wedge dx^{n}\in {\mathcal {D}}^{n}(\mathbb {R} ^{n})}.

#### Charakterisierung von Nm,loc(T)
Sei {\displaystyle T\in {\mathcal {D}}_{n}(\mathbb {R} ^{n})}. Dann ist {\displaystyle T\in \mathbf {N} _{m,\mathrm {loc} }(\mathbb {R} ^{n})} dann und nur dann, wenn {\displaystyle T=[\mathbb {R} ^{n}]\llcorner u} für ein {\displaystyle u\in \mathrm {BV} _{\mathrm {loc} }(\mathbb {R} ^{n})}, in welchem Fall {\displaystyle \|\partial T\|=\vert Du\vert } ist. Hier bezeichnet {\displaystyle \mathrm {BV} _{\mathrm {loc} }(\mathbb {R} ^{n})} die Funktionen lokal beschränkter Variation.

## Integralströme

### Ganzzahlig rektifizierbare Ströme
Sei {\displaystyle {\mathcal {H}}^{m}} das Hausdorff-Maß auf dem {\displaystyle \mathbb {R} ^{n}}. Ein Strom {\displaystyle T\in {\mathcal {D}}_{m}(\mathbb {R} ^{n})} heißt lokal ganzzahlig rektifizierbarer Strom, falls man diesen in folgender Form darstellen kann:
{\displaystyle T(\omega )=\int _{E}\langle \tau (x),\omega (x)\rangle i\theta (x)d{\mathcal {H}}^{m}(x),} wobei
1. {\displaystyle E\subset \mathbb {R} ^{n}} abzählbar {\displaystyle {\mathcal {H}}^{m}}-rektifizierbar und eine {\displaystyle {\mathcal {H}}^{m}}-messbare Menge ist,
2. {\displaystyle \theta } eine lokale {\displaystyle {\mathcal {H}}^{m}}-integrierbare natürliche Funktion auf {\displaystyle E} ist,
3. {\displaystyle \tau } eine {\displaystyle {\mathcal {H}}^{m}}-messbare {\displaystyle \Lambda _{m}\mathbb {R} ^{n}}-wertige Funktion auf {\displaystyle E}, sodass für {\displaystyle {\mathcal {H}}^{m}}-fast überall {\displaystyle x\in E}, {\displaystyle \tau (x)} ist einfach, {\displaystyle \vert \tau (x)\vert <1}, und {\displaystyle \tau (x)} bezeichnet den approximierten Tangentialraum {\displaystyle \mathrm {Tan} ^{m}(E,x)\in G(n,m)}.

Die Menge der lokal ganzzahlig rektifizierbaren Strömen in {\displaystyle \mathbb {R} ^{n}}wird mit {\displaystyle {\mathcal {I}}_{m,\mathrm {loc} }(\mathbb {R} ^{n})} bezeichnet. Ein ganzzahlig rektifizierbarer Strom in {\displaystyle \mathbb {R} ^{n}} ist eine Element von {\displaystyle {\mathcal {I}}_{m}(\mathbb {R} ^{n}):={\mathcal {I}}_{m,\mathrm {loc} }(\mathbb {R} ^{n})\cap \mathbf {M} _{m}(\mathbb {R} ^{n})}.

### Integralstrom
Der Raum der lokal integrierbaren Ströme in {\displaystyle \mathbb {R} ^{n}} ist definiert durch {\displaystyle \mathbf {I} _{m,\mathrm {loc} }(\mathbb {R} ^{n}):=\{T\in {\mathcal {I}}_{m,\mathrm {loc} }(\mathbb {R} ^{n}):\partial T\in {\mathcal {I}}_{m-1,\mathrm {loc} }(\mathbb {R} ^{n})\}} für {\displaystyle m\geq 1} und {\displaystyle \mathbf {I} _{0,\mathrm {loc} }(\mathbb {R} ^{n}):={\mathcal {I}}_{0,\mathrm {loc} }(\mathbb {R} ^{n})}. Ein Integralstrom in {\displaystyle \mathbb {R} ^{n}} ist ein Element von {\displaystyle \mathbf {I} _{m}(\mathbb {R} ^{n}):=\mathbf {I} _{m,\mathrm {loc} }(\mathbb {R} ^{n})\cap \mathbf {N} _{m}(\mathbb {R} ^{n})}. Weiter bezeichnen wir {\displaystyle \mathbf {I} _{m.c}(\mathbb {R} ^{n}):=\{T\in \mathbf {I} _{m}(\mathbb {R} ^{n}):\operatorname {supp} T{\text{ ist kompakt}}\}}.

### Minimierung von Strömen
Ein Strom {\displaystyle T\in {\displaystyle {\mathcal {I}}_{m,\mathrm {loc} }(\mathbb {R} ^{n})}} heißt minimierbar wenn {\displaystyle \mathbf {M} (T\,\llcorner \,K)\leq \mathbf {M} (T')} für jede kompakte Menge {\displaystyle K\subset \mathbb {R} ^{n}} und jedes {\displaystyle T'\in {\mathcal {I}}_{m,\mathrm {loc} }(\mathbb {R} ^{n})} mit kompaktem Träger und Rand {\displaystyle \partial T'=\partial (T\llcorner \,K)}.